# Tầng Sandby
| Hệ/ Kỷ                                  | Thống/ Thế | Bậc/ Kỳ  | Tuổi (Ma) | Tuổi (Ma) |
| --------------------------------------- | ---------- | -------- | --------- | --------- |
| Silur                                   | Llandovery | Rhuddan  | trẻ hơn   | trẻ hơn   |
| Ordovic                                 | Trên/Muộn  | Hirnant  | 443.8     | 445.2     |
| Ordovic                                 | Trên/Muộn  | Katy     | 445.2     | 453.0     |
| Ordovic                                 | Trên/Muộn  | Sandby   | 453.0     | 458.4     |
| Ordovic                                 | Giữa       | Darriwil | 458.4     | 467.3     |
| Ordovic                                 | Giữa       | Đại Bình | 467.3     | 470.0     |
| Ordovic                                 | Dưới/Sớm   | Flo      | 470.0     | 477.7     |
| Ordovic                                 | Dưới/Sớm   | Tremadoc | 477.7     | 485.4     |
| Cambri                                  | Phù Dung   | Tầng 10  | già hơn   | già hơn   |
| Phân chia Kỷ Ordovic theo ICS năm 2017. |            |          |           |           |

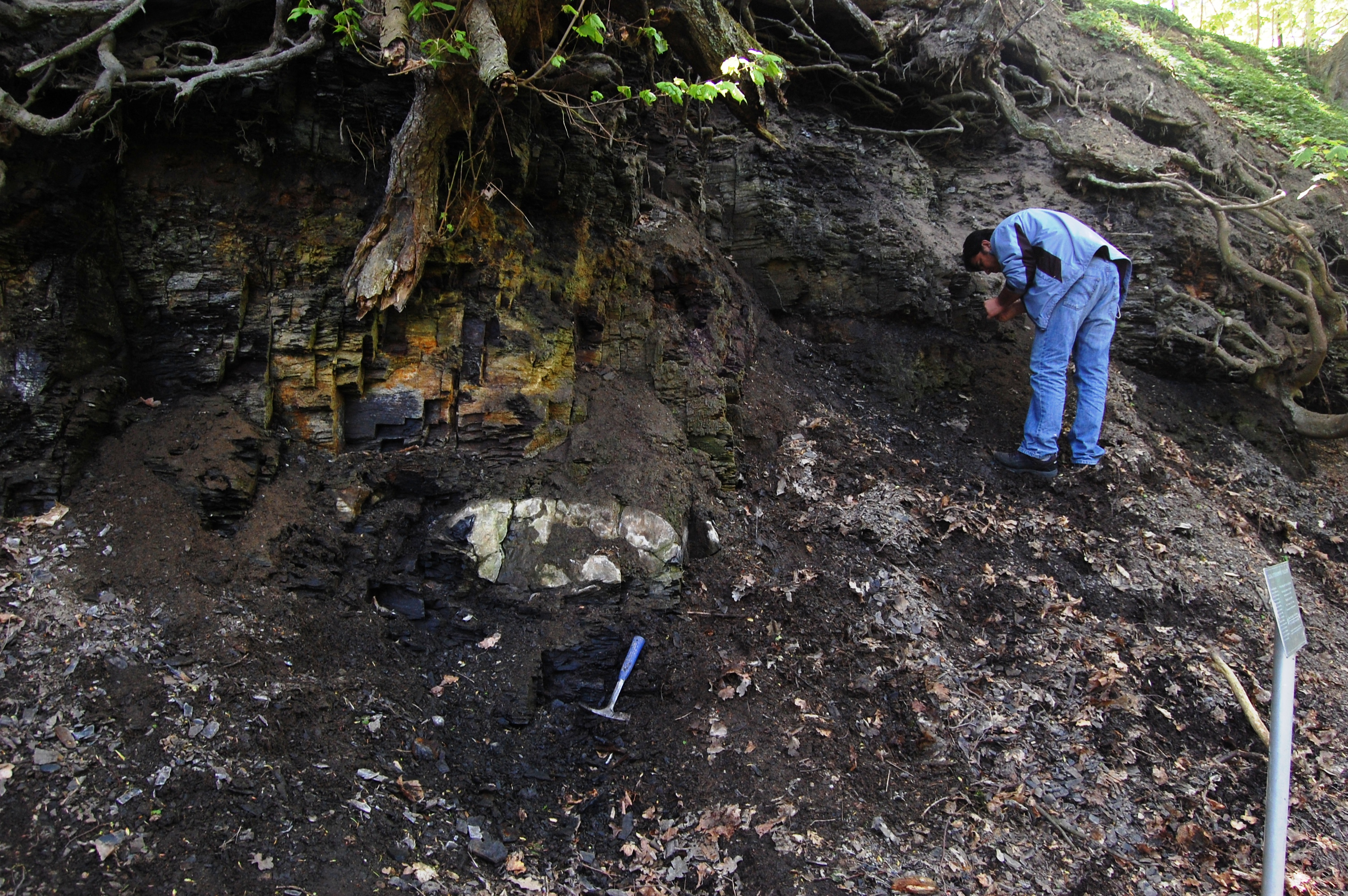
GSSP của thống Thượng Ordovic và tầng Sandby. Nơi có chiếc búa chỉ ra ranh giới, được nhận dạng bởi mốc dấu xuất hiện lần đầu tiên của Nemagraptus gracilis. Phẫu diện E14b tại Khu bảo tồn thiên nhiên Fågelsång, khoảng 2 km về phía tây làng Sandby, thành phố Lund, tỉnh Skåne, Thụy Điển.

Trong thời địa tầng, tầng Sandby (tiếng Anh: Sandbian) là giai đoạn đầu của thống Thượng Ordovic trong hệ Ordovic của giới Cổ sinh thuộc Liên giới Hiển sinh. Nó diễn ra trong giai đoạn từ khoảng 460,9 ± 1,6 Ma cho tới khoảng 455,8 ± 1,6 Ma. Tầng Sandby diễn ra ngay sau tầng Darriwil của thống Trung Ordovic và trước tầng Katy cùng thống. Như thế nó là tầng thứ năm của hệ Ordovic.
Tên gọi Sandby bắt nguồn từ làng Sandby ở Fågelsång, Thụy Điển và được một nhóm các nhà khoa học, do Bergström S. M. dẫn đầu, đề xuất.

## Định nghĩa
Đáy của tầng Sandby được định nghĩa ở mức 1,4 m dưới tầng mốc giới photphorit trong phần trồi lên E14b dọc theo bờ nam suối Sularp tại Fågelsång, 8 km về phía đông trung tâm thành phố Lund, tỉnh Skåne, miền nam Thụy Điển. Mức này trùng với mốc xuất hiện lần đầu tiên của loài bút thạch Nemagraptus gracilis.

## Vị trí
GSSP là phẫu diện nằm dọc theo bờ nam của suối Sularp tại Fågelsång, 8 km về phía đông trung tâm thành phố Lund, Scane, miền nam Thụy Điển và tại tọa độ 55°42′49,3″B 13°19′31,8″Đ / 55,7°B 13,31667°Đ (tọa độ lấy theo Google Earth), được phê chuẩn năm 2002.

## Trầm tích học
Phẫu diện Fågelsång bị nén chặt, nhưng hoàn hảo một cách khác thường. Nó bao gồm chủ yếu là đá phiến màu xám sẫm và nê thạch. Khoảng 1,4 m phía trên đáy của đới sinh học Nemagraptus gracilis là tầng photphorit dày 0,15 m, một phần bị cuội kết và pyrit hóa. Vài xentimét phía dưới tầng photphorit này là lớp đá vôi hạt mịn dày 2–3 cm, một phần bị cuội kết.

## Mốc dấu

### Sơ cấp
Sự xuất hiện lần đầu tiên của loài bút thạch Nemagraptus gracilis ở 1,4 m phía dưới tầng mốc giới photphorit.

## Các điểm khác trên thế giới
Đáy của đới sinh học bút thạch Nemagraptus gracilis có thể nhận thấy tại Calera, đông bắc Hoa Kỳ và trong phẫu diện tại hẻm núi Dawangou, Tarim, khu tự trị Tân Cương, tây bắc Trung Quốc.